# IC 5207
IC 5207 је спирална галаксија у сазвјежђу Тукан која се налази на листи објеката дубоког неба у Индекс каталогу.
Деклинација објекта је - 60° 33' 56" а ректасцензија 22h 23m 29,2s. Привидна величина (магнитуда) објекта IC 5207 износи 14,5 а фотографска магнитуда 15,2. IC 5207 је још познат и под ознакама ESO 146-22, PGC 68738.